# Sepsophis punctatus
Sepsophis punctatus — вид сцинкоподібних ящірок родини сцинкових (Scincidae). Ендемік Індії. Це єдиний представник монотипового роду Sepsophis.

## Поширення і екологія
Sepsophis punctatus мешкають в горах Східних Гат на території штатів Андгра-Прадеш і Одіша. Вони живуть в гірських тропічних лісах, на висоті понад 600 м над рівнем моря, трапляються на плантаціях.